# Međugorje
Međugorje hay Medjugorje (phát âm tiếng Serbia-Croatia: [ˈmɛdʑuɡɔːrjɛ], tiếng Việt: Mễ Du) là một thị xã nằm ở phía tây Bosnia và Herzegovina, trong khu vực Herzegovina khoảng 25 km về phía tây nam Mostar và gần với biên giới với Croatia. Từ năm 1981, nó đã trở thành một địa điểm phổ biến của cuộc hành hương Công giáo do có báo cáo về việc Đức Mẹ hiện ra với sáu người Công giáo địa phương, ngày nay thường gọi là Đức Mẹ Mễ Du.
Međugorje nghĩa đen là "một khu vực giữa núi". Ở độ cao 200 mét trên mực nước biển, nó có một khí hậu ôn hòa vùng Địa Trung Hải. Thị xã bao gồm một dân số người Croatia đồng nhất hơn 4.000 người. Giáo xứ Công giáo (khu vực tôn giáo và hành chính địa phương) bao gồm các làng lân cận, Međugorje, Bijakovići, Vionica, Miletina và Šurmanci.
Trong tháng 3 năm 2010, Tòa Thánh thông báo rằng Bộ Giáo lý Đức tin đã hình thành một ủy ban điều tra, bao gồm các giám mục, nhà thần học, và các chuyên gia khác, do Hồng y Camillo Ruini dẫn đầu, trước đây ông là tổg đại diện cho Giáo hoàng tại Giáo phận Rôma.

## Người dân nổi tiếng
- Marin Čilić - cầu thủ tennis Croatia
- Ivan Dodig - cầu thủ tennis Croatia